# Chronik des Bürgerkriegs in Syrien seit 2011

Ablauf des Konflikts vom Oktober 2011 bis zum März 2019 als Animation

Die Chronik des Bürgerkriegs in Syrien erfasst die Ereignisse seit Beginn des syrischen Bürgerkriegs im März 2011:
- Chronik des Bürgerkriegs in Syrien 2011
- Chronik des Bürgerkriegs in Syrien 2012
- Chronik des Bürgerkriegs in Syrien 2013
- Chronik des Bürgerkriegs in Syrien 2014
- Chronik des Bürgerkriegs in Syrien 2015
- Chronik des Bürgerkriegs in Syrien 2016
- Chronik des Bürgerkriegs in Syrien 2017
- Chronik des Bürgerkriegs in Syrien 2018
- Chronik des Bürgerkriegs in Syrien 2019
- Chronik des Bürgerkriegs in Syrien 2020
- Chronik des Bürgerkriegs in Syrien 2021
- Chronik des Bürgerkriegs in Syrien 2022
- Chronik des Bürgerkriegs in Syrien 2023
- Chronik des Bürgerkriegs in Syrien 2024
- Chronik des Bürgerkriegs in Syrien 2025